# Conirostre géant
Conirostrum binghami
Espèce
Statut de conservation UICN

 NT  : Quasi menacé
Le Conirostre géant (Conirostrum fraseri), également appelé sucrier géant, est une espèce de conirostre, petit passereau de la famille des Thraupidae.

## Habitat et répartition
Cet oiseau fréquente les milieux andins de Polylepis sur une aire discontinue, de l'extrême sud-ouest de la Colombie au sud de la Bolivie.